# Evgeni Ermenkov
Evgeni Ermenkov, bolgarski šahist in šahovski velemojster, * 1949, Sofija, Bolgarija.
Med letoma 1973 in 1984 je kar petkrat osvojil bolgarsko šahovsko prvenstvo, poleg tega pa je osvojil tudi veliko mednarodnih turnirjev, nazadnje v Imperiji leta 2005. Naziv velemojstra je pridobil leta 1977.